# Komodzianka
Komodzianka – wieś w Polsce położona w województwie lubelskim, w powiecie biłgorajskim, w gminie Frampol.
W latach 1975–1998 miejscowość administracyjnie należała do województwa zamojskiego. 
Wieś jest sołectwem w gminie Frampol. Według Narodowego Spisu Powszechnego z roku 2011 wieś liczyła 301 mieszkańców i była dziewiątą co do wielkości miejscowością gminy.
Wierni Kościoła rzymskokatolickiego należą do parafii św. Kazimierza Królewicza w Radzięcinie.

## Części wsi
| SIMC    | Nazwa         | Rodzaj    |
| ------- | ------------- | --------- |
| 0887300 | Budy Pierwsze | część wsi |
| 0887316 | Drugie Góry   | część wsi |
| 0887322 | Góry          | część wsi |
| 1025210 | Gwizdów       | część wsi |
| 0887345 | Kątek         | część wsi |